# Olympique lillois (football)
Vous lisez un « article de qualité » labellisé en 2012.  Il fait partie d'un « bon thème ».
Maillots
La section football de l'Olympique lillois (dont le diminutif est OL) est un ancien club de football français créé en 1902 à Lille, fondu en 1944 au sein du Lille OSC.
Son histoire est mouvementée : en 1907, l'OL absorbe l'Iris Club lillois et le Stade lillois. L'Iris Club décide de reprendre son indépendance en 1924 avant de revenir vers l'OL en 1941 pour former l'Olympique Iris Club lillois. Quelques mois après une seconde scission avec l'Iris Club début 1944, l'Olympique lillois disparaît en fusionnant avec le rival du Sporting Club fivois (aussi connu sous le nom de SC Fives ou SCF) pour fonder le Stade lillois, futur Lille Olympique Sporting Club.
L'OL est résident du terrain de l'avenue de Dunkerque, connu ensuite comme le stade Victor-Boucquey puis stade Henri-Jooris ; son siège social est basé au café Bellevue, sur la Grand'Place de Lille. C'est un club populaire (il compte 2 000 membres adhérents en 1921) et une des valeurs sûres du football du Nord-Pas-de-Calais, dont il glane sept titres régionaux en vingt ans. Les « Dogues » (surnom des joueurs évoluant au club) parviennent même à se faire une place sur le plan national en remportant en 1914 le championnat de France USFSA et le Trophée de France. Le trophée de France mettant aux prises les champions des quatre fédérations françaises de football concurrentes, l'Olympique lillois peut être considéré comme le meilleur club de France cette année-ci.
D'abord favorables au professionnalisme, l'OL et son président emblématique Henri Jooris se rétractent ensuite par peur de perdre leur influence régionale. Poussé par la professionnalisation du SC Fives, le club franchit finalement le pas à son tour en 1932. Ce choix s'avère bénéfique puisque l'OL remporte la première édition du championnat de France de football professionnel en 1933, en battant en finale l'AS Cannes. Après avoir raté le doublé championnat-coupe de France en 1934, les derniers coups d'éclat de l'OL sont une deuxième place du championnat 1935-1936 et un parcours jusqu'en finale de la coupe de France 1938-1939.

## Repères historiques

### Débuts et premières finales (1902-1911)

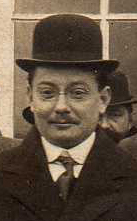
En 1907, André Billy succède à André Nicodème en tant que président de l'OL.

Créé en 1902, l'Olympique lillois (OL), club omnisports, voit le jour avec le soutien d'industriels et notables lillois,. L'Iris Club lillois et le Stade lillois, qui ont fusionné pour devenir l'Iris-Stade lillois, sont absorbés par l'OL en 1907,. En dehors de la section football, le club comprend des sections sportives consacrées au basket-ball, au tennis, au rugby football ou encore au hockey sur gazon. André Nicodème, président de l'Iris Club, devient le premier président de l'Olympique lillois. Il cède sa place cinq ans plus tard à André Billy, cofondateur du club,. L'OL rejoint l'Union des sociétés françaises de sports athlétiques (USFSA), fédération sportive omnisports qui tient un rôle important dans la mise en place des Jeux olympiques modernes et de la FIFA.
Le football étant un sport très populaire à l'époque et se développant rapidement dans la région,, les dirigeants décident de concentrer leurs efforts sur la section football de l'OL. Dès la saison 1902-1903, le club atteint la finale de la Coupe Manier, coupe nationale réservée aux clubs qui n'alignent pas plus de trois joueurs étrangers, mais les Lillois s'inclinent au Vésinet par sept buts à zéro face au Club français, déjà sextuple vainqueur de l'épreuve. L'Olympique lillois atteint ensuite la finale de la Coupe Dewar 1907, le club s'inclinant par deux buts à zéro au stade de Charentonneau contre le double tenant du titre, le Racing Club de France.
L'Olympique lillois dispute par ailleurs le challenge international du Nord, qui oppose des clubs anglais, belges, français, néerlandais et suisses. L'OL y participe à six reprises entre 1903 et 1912 sans parvenir à le remporter, malgré une finale en 1907 perdue contre les Belges de l'Union Saint-Gilloise. En championnat du Nord USFSA, l'OL peine à rivaliser avec le RC Roubaix et l'US Tourcoing : le duo remporte toutes les éditions du championnat du Nord ainsi que six championnats de France USFSA entre 1902 et 1910.
Malgré ces échecs sportifs, la notoriété du club est grandissante grâce aux différentes rencontres amicales organisées par le club. André Billy lance notamment en 1906 les rencontres Paris-Nord, opposant les meilleurs joueurs de clubs de Lille, Roubaix ou Tourcoing à ceux de la région parisienne. La nouvelle reconnaissance de l'OL permet au gardien de but Zacharie Baton et à l'attaquant Louis Schubart d'être sélectionnés à plusieurs reprises pour participer aux rencontres de l'équipe de France dès 1906,.

### Meilleur club de France sous l'influence de Jooris (1911-1914)

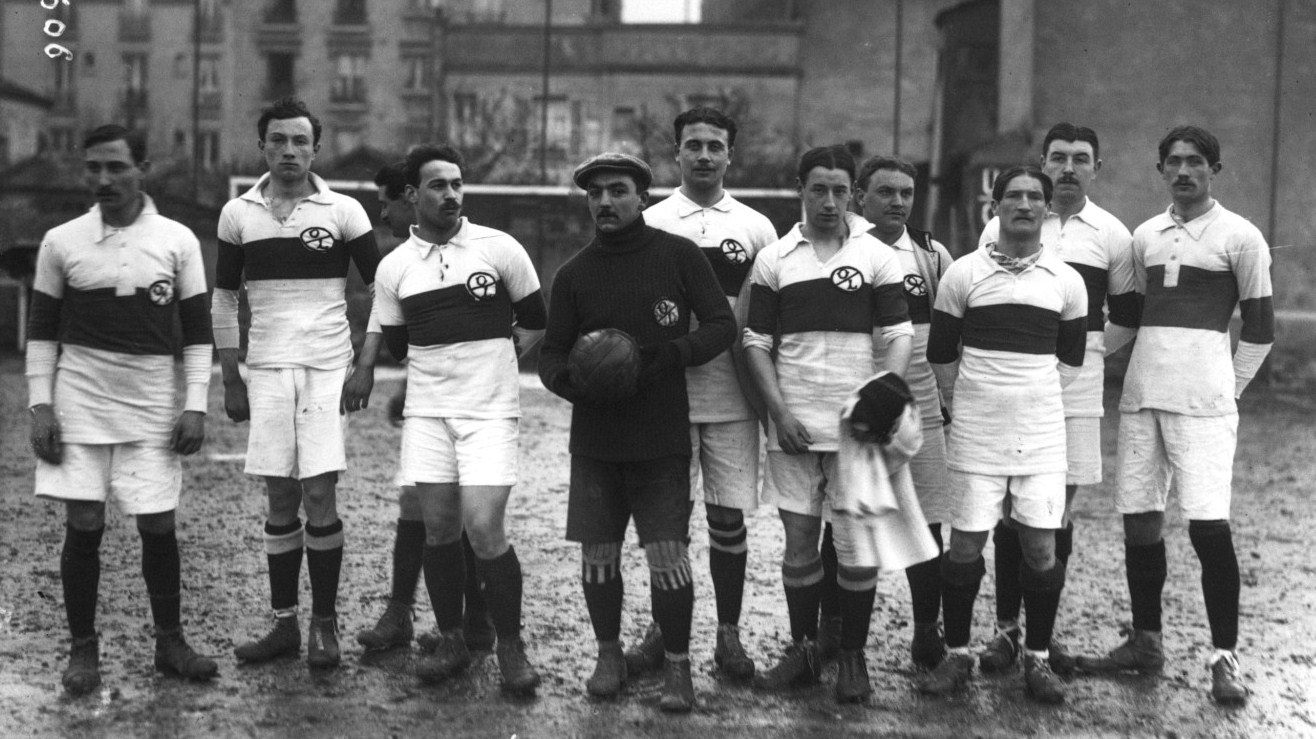
L'Olympique lillois le 22 mars 1914 avant sa demi-finale du championnat de France 1914.

André Billy quittant la présidence du club en 1911, Henri Jooris le remplace de facto en tant que secrétaire général avant de prendre officiellement la présidence en 1919,. Il a l'ambition de faire de l'Olympique lillois la « citadelle du football régional ». Dès 1911, Billy et Jooris assistent à la victoire et au premier titre de l'histoire de l'OL en Championnat du Nord USFSA, remporté devant l'US Tourcoing. En tant que champion du Nord, l'OL est qualifié pour le championnat de France USFSA. Pour leur première participation, les Lillois sont sortis en quarts de finale après une large défaite 4-1 contre le FC rouennais.
Pour pérenniser l'OL au sommet du football régional, Jooris, désormais seul, organise des rencontres à travers l'Europe : son équipe se déplace ainsi en Empire austro-hongrois pour affronter le Slavia Prague, en Angleterre pour une opposition contre Tunbridge Wells, au Luxembourg ou encore en Belgique pour défier le FC Brugeois. Il reprend à son compte l'idée d'André Billy des matchs Paris-Nord en créant les Lions des Flandres, sélection de joueurs des plus grands clubs de la région (Olympique lillois, RC Roubaix et US Tourcoing). Cette équipe est restée célèbre pour sa victoire trois buts à rien contre la sélection des meilleurs joueurs parisiens en 1913.

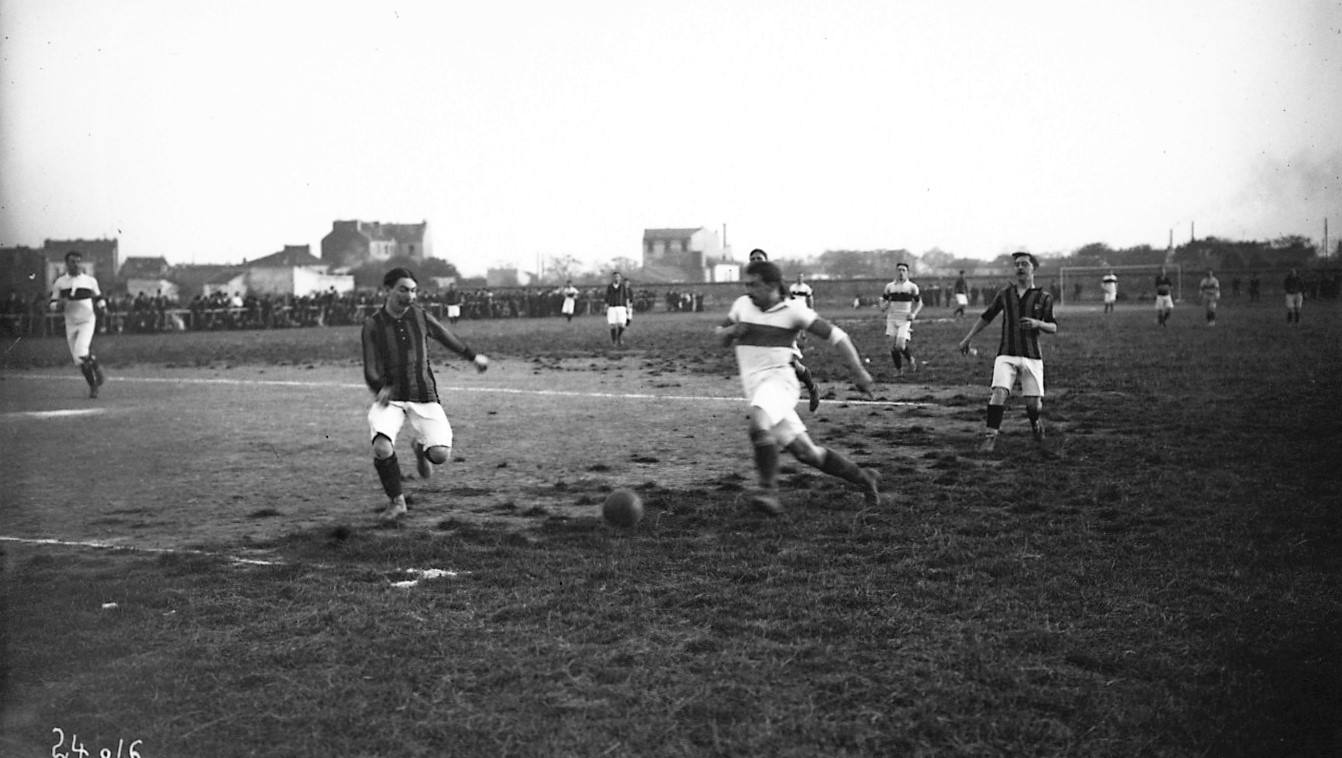
L'Olympique lillois le 13 octobre 1912 lors d'un match amical contre le Club athlétique du XIVe.

Dans le même temps, Henri Jooris réussit à s'attacher les services d'entraîneurs professionnels anglais tels que Charlie Williams, ancien sélectionneur du Danemark, et Maurice Bunyan. Il parvient également à recruter des joueurs appelés en sélection nationale comme le Belge Alphonse Six, champion de Belgique avec le CS Brugeois, ou le Français Jean Ducret, provenant de l'Étoile des Deux Lacs, un club parisien affilié à la FGSPF concurrente de l'USFSA. Enfin, Jooris finance en partie et procède à la modernisation du stade de l'avenue de Dunkerque (ou stade Victor-Boucquey) qui possède désormais une capacité de 5 000 places.

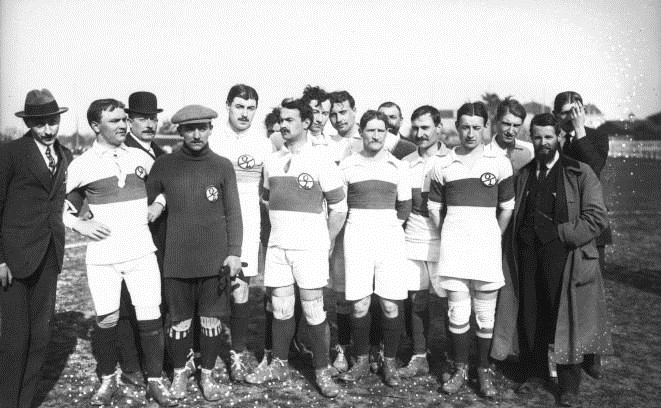
L'équipe de l'Olympique lillois vainqueur du Trophée de France 1914 en battant la Vie au Grand Air du Médoc. Ces joueurs sont ainsi les champions de France toutes fédérations confondues.

Ces investissements permettent à l'OL de récolter deux autres titres de champion du Nord. En 1913, l'OL termine en tête du championnat devant l'US Tourcoing avec un bilan de treize victoires et une seule défaite. Et comme en 1911, l'OL est éliminé en quarts de finale du championnat de France contre le FC rouennais (2-1). La saison suivante, l'OL et Jooris se constituent une équipe de haut niveau composée de neuf joueurs internationaux. Les Lillois remportent une troisième fois le championnat du Nord. Mais cette année-là, Lille parvient à s'imposer à Rouen en quart de finale (0-1) et se qualifie en demi-finale pour la première fois de son histoire. À Paris, l'OL se défait facilement de l'US servannaise huit buts à un et se qualifie donc pour la finale du championnat. Le dimanche 5 avril 1914, l'Olympique lillois « champion des clubs du Nord, de l'Est, de l'Ouest et de la région de Paris » est opposé à l'Olympique de Cette, « champion des clubs du Sud et du Midi de la France ». Grâce à un doublé d'Albert Eloy et un but d'Alphonse Six, l'OL remporte le championnat de France USFSA 1914, son premier titre au niveau national, sur le score de trois buts à rien.
Étant membre du Comité français interfédéral (CFI) depuis 1913, l'USFSA envoie son champion de France disputer le Trophée de France, une compétition mettant aux prises les champions des quatre fédérations membres du CFI. Ainsi, l'OL participe au Trophée de France 1914 en qualité de champion USFSA. Après une demi-finale à Wattrelos où l'OL bat le FEC Levallois quatre buts à un, l'OL doit affronter la Vie au Grand Air du Médoc, champion de France de la FCAF. À Charenton, l'Olympique lillois domine et bat la VGA Médoc 4-1 avec une performance aboutie de l'attaquant Six. En remportant le trophée de France qui réunit toutes les fédérations existantes, l'Olympique lillois est ainsi considéré comme le champion de France toutes fédérations confondues et le meilleur club de France en 1914.

### Amateurisme marron et scissions (1919-1932)
Durant la Première Guerre mondiale entre 1914 et 1918, les championnats régionaux et de France sont logiquement arrêtés par l'USFSA et les hommes appelés au front pour défendre la patrie. Sur le champ de bataille, 75 sportifs de l'Olympique lillois dont quinze footballeurs y perdent leur vie. Le buteur belge Alphonse Six meurt au combat le 19 août 1914 et le milieu de terrain français Pierre Six est mort pour la France le 7 juillet 1916.
Après la guerre, le football français entame son unification. Le CFI disparaît pour laisser place à la Fédération française de football association (FFFA), désormais nouveau représentant de la France auprès de la FIFA et seule apte à gérer les compétitions nationales de football. Avant sa disparition, la CFI a mis en place en 1917 la coupe de France, seule compétition nationale autorisée à l'époque à la suite du parrainage signé avec l'éditeur Hachette.

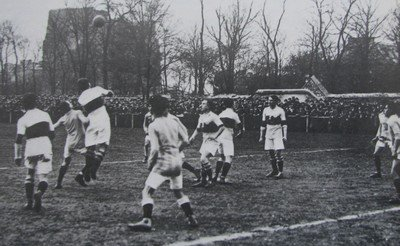
Quart de finale de la Coupe de France 1919-1920 entre l'AS Cannes et l'Olympique lillois. Les Cannois battent les Lillois deux buts à un.

Cette restriction ainsi que la disparition des comités régionaux de l'USFSA permettent le rapide essor des ligues régionales. Président de l'OL et désormais vice-président de la FFFA, Henri Jooris s'appuie sur la réputation de l'OL d'avant-guerre et ses compétences prouvées lors de son mandat au comité sportif des Régions Envahies pour être logiquement élu président de la Ligue du Nord en août 1919. À l'instar des championnats d'honneur créés dans les autres ligues régionales de football, Jooris crée la Division d'Honneur du Nord (DH Nord) composée des meilleures équipes de la région, dont l'OL. Très vite, la DH Nord devient un championnat réputé difficile, et la Ligue du Nord devient un poids lourd du football français. Cependant, les clubs du Nord-Pas-de-Calais dont l'Olympique lillois peinent à confirmer cette réputation en coupe de France. Lors des cinq premières participations de l'OL à la coupe de France, les Dogues n'atteignent les quarts de finale que deux fois.
Dans les années 1920, un scandale vient frapper l'Olympique lillois et son président Henri Jooris. À l'époque où les partisans de l'amateurisme s'opposent aux présidents de clubs favorables à la professionnalisation du football, la FFFA lutte activement contre l'amateurisme marron qui est le fait de rémunérer illégalement un sportif officiellement amateur. La Fédération prévoit la possibilité de vérifier le statut amateur des joueurs et des sanctions en cas d'infraction constatée. Cela fait plusieurs années que l'OL est soupçonné d'amateurisme marron ; la presse parle par exemple d'une rémunération versée à Charlie Williams en 1911. En 1924, un différend entre Jooris et le trésorier de l'OL incite ce dernier à révéler à la presse la fiche de paie du Britannique Buzza et annonce que près de 8 000 francs du budget du club sont accordés au paiement de l'équipe première. La révélation de ces faits a pour conséquence la suspension par la FFFA d'Henri Jooris ainsi que sa démission contrainte de la présidence de la Ligue du Nord,.
La même année, l'Iris Club lillois reprend son indépendance, au motif que les principaux investissements de l'Olympique lillois sont tous destinés à la section football du club. Eugène Vanlaton devient le président de l'Iris, qui voit notamment sa section football atteindre les huitièmes de finale de la coupe de France 1930-1931 puis les quarts de finale de l'édition suivante. Les sections football de l'OL et de l'Iris se côtoient lors de trois saisons en DH Nord. L'OL s'impose d'ailleurs sur le terrain de l'Iris Club huit buts à deux en février 1930 et trois buts à un en avril 1931. Toujours en 1924, la section hockey sur gazon quitte également l'OL mais ne rejoint pas l'Iris Club ; les joueurs créent un nouveau club totalement indépendant : le Lille Hockey Club.
Sportivement, le club reste une valeur sure de la DH Nord. Vice-champion derrière l'US Tourcoing en 1920, l'OL remporte de nouveau la compétition les années suivantes. En 1921, les Dogues deviennent champions dans une poule unique tandis qu'en 1922, ils terminent à la tête de leur groupe avant de s'imposer dans le tournoi regroupant les vainqueurs de groupe. L'Olympique lillois termine à la deuxième place en 1923 et en 1924, respectivement derrière le RC Roubaix et l'Amiens AC. Il faut attendre 1929 pour revoir l'OL champion du Nord, avant un dernier sacre en 1931. Cette même année, l'OL atteint également la finale de la coupe Peugeot mais la perd face au FC Sochaux-Montbéliard six buts à un,.

### Premier champion de France professionnel (1932-1939)
À son retour de suspension, Henri Jooris est réélu président de la Ligue du Nord en 1929 et devient un fervent défenseur de la professionnalisation du football en France. Il plaide la même année pour la mise en place d'un championnat national réunissant les meilleures équipes de chaque ligue en fin de saison. En mai 1931, il s'associe avec entre autres Georges Bayrou et Emmanuel Gambardella pour contacter des clubs susceptibles de rejoindre le championnat national professionnel. Son avis sur la question va pourtant changer dans les mois qui suivent.
À la tête de la Ligue du Nord, Jooris voit désormais l'arrivée d'un championnat professionnel rassemblant les meilleurs clubs de France comme une mauvaise chose. Ces clubs quitteraient la Division d'Honneur de la Ligue pour jouer le championnat national, ce qui aurait pour conséquence d'affaiblir le prestige de la Ligue du Nord, d'éclipser le succès grandissant de la DH Nord ainsi que de diminuer les recettes des clubs. C'est pourquoi Henri Jooris et l'OL refusent de s'engager dans le professionnalisme. La Ligue de Nord mais également la Ligue de Paris et celle d'Alsace s'opposent à ce championnat pour les mêmes raisons.
Le 9 mars 1932, Henri Jooris démissionne pour des raisons obscures de la direction de l'OL mais en reste président d'honneur. Son successeur n'est autre que Gabriel Caullet, le vice-président en poste. Malgré tout, Jooris garde une grande influence sur l'OL, qui persiste dans le refus du statut professionnel,. Voyant l'OL refuser le professionnalisme, le Sporting Club fivois, rival local de l'OL évoluant alors en Promotion d'Honneur, et son président Louis Henno décident d'y adhérer. La FFFA valide l'admission du SCF dans le championnat professionnel le 22 juillet 1932. Cette adhésion validée permet à Fives d'attirer plusieurs joueurs clés de l'OL dont le gardien de but Louis Vandeputte, l'Anglais George Berry et l'international français André Cheuva.
Ces transferts, ainsi que la crainte de voir son public partir au profit du SCF,, motivent l'OL à revenir sur sa décision de refuser le professionnalisme. Bien que sa demande d'adhésion soit hors délai, la FFFA l'accepte. La ville de Lille voit donc deux de ses clubs participer à la première édition du championnat de France professionnel.
Le championnat de France 1932-1933 est composé de deux groupes de dix clubs. Après des rencontres aller-retour entre chaque équipe, les deux vainqueurs de groupe sont opposés lors d'un match unique sur terrain neutre. Placé dans le groupe A, le premier match professionnel de l'Olympique lillois se solde par une défaite à domicile le 11 septembre 1932 contre l'Olympique de Marseille (OM) deux buts à un,. Les Marseillais seront d'ailleurs les seuls à prendre des points à Lille, puisque l'OL gagne les huit autres matches à domicile. À l'extérieur, les Dogues gagnent six fois et s'inclinent à trois reprises, dont une très lourde défaite enregistrée à Marseille au cours de laquelle deux joueurs lillois sont expulsés pendant la seconde période,. Malgré ces deux revers contre l'OM, Lille termine à la première place du groupe avec cinq points d'avance sur Marseille. L'Olympique lillois se qualifie donc pour la finale du championnat et affronte le 14 mai 1933 au stade olympique Yves-du-Manoir de Colombes l'AS Cannes, deuxième du groupe B,.

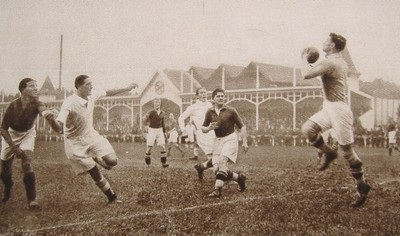
Photographie du match Olympique lillois - Olympique de Marseille du 11 septembre 1932, premier match professionnel du club lillois.

Au début de la rencontre, l'OL domine les débats et concrétise son emprise sur le jeu en marquant par deux fois (Barrett puis Varga). L'AS Cannes réduit l'écart grâce à Fecchino en second période avant que Winckelmans n'inscrive le but du 3-1 quinze minutes avant le terme. Caleca permet à Cannes de revenir une nouvelle fois à la marque sur l'action qui suit directement le but des Dogues et Tourniaire marque le but égalisateur à la 82e minute. Mais à la 86e, Winckelmans reprend victorieusement un centre de Decottignies pour tromper le gardien Roux et inscrire le but de la victoire lilloise. Avec ce succès quatre buts à trois, l'OL devient le premier champion de France professionnel. Winckelmans, considéré comme le héros de la finale, mais aussi les autres vainqueurs du match sont portés en triomphe après leur succès.
Lors de la saison 1933-1934, dans un championnat désormais à poule unique, baptisé « Division nationale », les Dogues finissent quatrièmes à deux points du champion, le FC Sète. Ils perdent leur titre lors de la dernière journée sur le terrain de l'OGC Nice. Virtuellement champions alors qu'ils mènent deux buts à zéro, les Dogues encaissent trois buts « sans réagir ». Les Lillois atteignent la même saison les demi-finales de la coupe de France pour la première fois de leur histoire mais butent sur le FC Sète et son buteur Lukacs. Finalement, alors que les Olympiens rêvaient d'un doublé championnat-coupe de France, ce sont les rivaux sétois qui réalisent le premier doublé de l'histoire du football français.
Même si l'OL n'a jamais connu la relégation dans le championnat professionnel,, il peine à enchaîner les succès après ce titre de champion et la désillusion du doublé raté. Cela s'explique en partie par le déficit du club, estimé entre 120 000 et 150 000 francs en 1934. Ces pertes ont pour cause en partie le coût des nouvelles tribunes (650 000 francs) et le montant des transferts, dépense contrainte due à la concurrence sportive grandissante. Ces transferts sont en nombre important pour pallier le départ massif des champions (Barrett, Théry, Varga, Lutterlock, McGowan, Meuris lors des étés 1933 et 1934,) et se révèlent pour certains décevants : le nouvel entraîneur Bob Fischer n'arrive pas à trouver la cohésion du groupe tandis que l'avant-centre Lukacs ne confirme pas sa réputation acquise avec les Sétois.
Après une saison anonyme (7e place en Division 1, 16e de finale en coupe), l'OL termine vice-champion de France 1935-1936, à trois points du Racing Club de Paris. Suivent en championnat deux cinquièmes places, en 1937 et 1939, et une septième en 1938.
Fait unique dans l'histoire du club,, l'OL atteint la finale de la coupe de France en 1939 après avoir notamment écarté le FC Nancy, après un match d'appui, et le FC Sète. À Colombes, les Lillois sont battus trois buts à un par le Racing Club de Paris. Perez ouvre le score pour les Parisiens dès la quatrième minute de jeu. Si Kalocsay entretient l'espoir en égalisant à la 19e minute, le RCP inscrit deux autres buts avant la mi-temps et assomme l'OL. Les Parisiens se contentent de se regrouper en défense lors de la deuxième période. Après cette défaite, Henri Jooris quitte toutes ses fonctions au sein de l'OL.

### Olympique Iris Club lillois et fusion avec le SC Fives (1941-1944)
Lors de la saison 1939-1940, les activités du club sont stoppées par la Seconde Guerre mondiale. Gabriel Caullet, le nouveau président de l'Olympique lillois, tombe au champ d'honneur en mai 1940. Avant sa disparition, Caullet assiste aux obsèques d'Henri Jooris, décédé le 29 mars de la même année des suites d'une longue maladie. Henri Kretzschmar prend la succession de Caullet à la tête de l'OL pour une saison 1940-1941 de transition avec une équipe composée de joueurs formés au club. Cette saison-là, le club ne dispute pas la coupe de France, au contraire de son voisin fivois, sélectionné par la FFFA pour y participer.

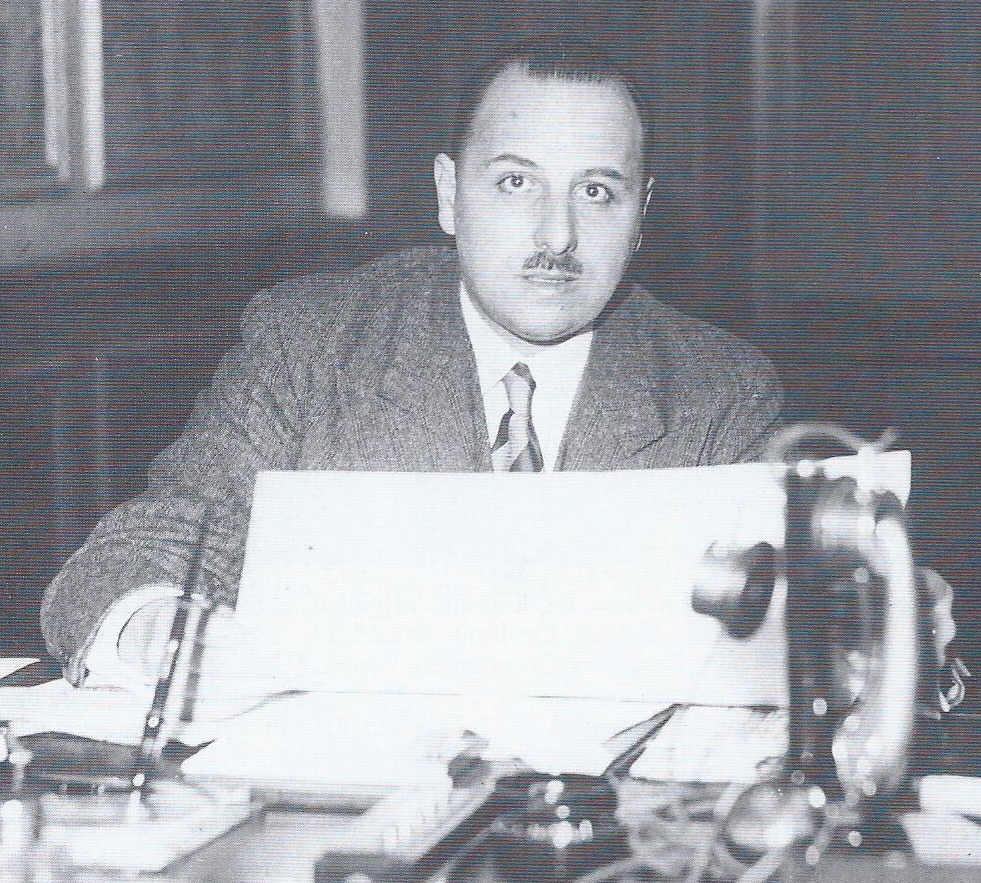
Le président de l'OL Gabriel Caullet perd sa vie sur le champ de bataille en 1940.

Par souci de pouvoir constituer une équipe compétitive, les dirigeants de l'OL et de l'Iris Club décident de fusionner en partie le 21 mai 1941. L'Olympique lillois reprend donc ses activités sous le nom de l'Olympique Iris Club lillois (abrégé en OIC Lille ou OICL). Le nouveau club dispute le championnat de France 1941-1942 dans la zone interdite et termine à la cinquième place. En coupe de France, l'OIC Lille élimine tour à tour le RC Roubaix (trois matchs nuls 1-1, 1-1, 2-2 puis la victoire en match d'appui 4-2), l'ES Bully (1-0), le RCFC Besançon (3-2) mais doit s'incliner contre le RC Lens en finale de la Zone interdite trois buts à un après prolongations,. Lors de la saison 1942-1943, l'OICL connaît toujours des difficultés en championnat, illustrées par une décevante neuvième place dans la poule Nord, mais répète le bon parcours en coupe de France. Les Lillois sont une nouvelle fois battus par le RC Lens en finale de la Zone interdite (2-0).
Au printemps 1943, l'idée d'une fusion entre l'OIC Lille et le SC Fives est lancée par Henri Kretzschmar,, mais elle est rejetée par les dirigeants du SCF. Ce projet est stoppé par la mise en place du championnat fédéral 1943-1944 par Joseph Pascot. Les joueurs professionnels de Lille et Fives sont désormais affectés à l'équipe fédérale Lille-Flandres. L'OICL et le SCF perdent leur statut professionnel mais sont tout de même autorisés à jouer la coupe de France 1943-1944. Après l'élimination de l'OIC Lille par l'équipe fédérale Montpellier-Languedoc en coupe, les partisans d'une fusion refont surface. À la fin de la saison, Raymond Sergent et l'Iris Club décident de quitter l'OICL pour reprendre leur indépendance. L'OICL redevient donc l'OL pendant l'été 1944. D'abord contre cette fusion, Louis Henno et le SC Fives l'acceptent finalement après de nombreuses négociations pour pouvoir concentrer les moyens et éviter la disparition du club. Les Fivois obtiennent notamment l'alternance des matches à domicile du futur club au stade Jules-Lemaire (enceinte du SCF) et au stade Henri-Jooris (terrain de jeu de l'OL).
L'Olympique lillois disparaît ainsi après sa fusion avec le Sporting Club fivois le 23 septembre 1944. Le nouveau club est baptisé « Stade lillois ». Sous cette dénomination, le club participe à deux matchs amicaux et aux deux premières journées du championnat de guerre 1944-1945, et les remporte tous les quatre. Le 10 novembre 1944, le nom « Lille Olympique Sporting Club » (« Lille Olympique » en souvenir de l'Olympique lillois et « Sporting Club » en hommage au SC Fives) est adopté après assemblée générale. La fusion ainsi que le nouveau nom sont officiellement enregistrés le 25 novembre 1944.

## Palmarès et records

### Palmarès
Le palmarès de la section football de l'Olympique lillois est principalement composé du premier titre du championnat de France professionnel lors de la saison 1932-1933 ainsi que de deux titres nationaux acquis sous le statut amateur : le championnat de France USFSA 1914 et le Trophée de France 1914. L'OL remporte également en dix ans quatre fois la Division d'Honneur du Nord organisée par la Ligue du Nord, soit autant de fois que le rival du Racing Club de Roubaix.
En plus de la finale de la Coupe de France lors de la saison 1938-1939, l'OL a atteint la finale de trois autres coupes nationales sans parvenir à en remporter une seule : finale de la Coupe Manier en 1903, finale de la Coupe Dewar en 1907 et finale de la Coupe Peugeot en 1931. Les Dogues finissent également finalistes du challenge international du Nord en 1907.
| Compétitions nationales | Compétitions régionales et internationales |
| --- | --- |
| Championnats - Championnat de France (1) - Champion : 1933 - Vice-champion : 1936 - Championnat de France de l'USFSA (1894-1919) (1) - Champion : 1914 Coupes - Coupe de France (1) - Finaliste : 1939 - Trophée de France (1907-1916) (1) - Vainqueur : 1914 - Coupe Dewar (1899-1915) - Finaliste : 1907 - Coupe Manier (1897-1914) - Finaliste : 1903 - Coupe Peugeot (1931-1932) - Finaliste : 1931 | Compétitions régionales - Championnat du Nord (4) : - Champion : 1921, 1922, 1929 et 1931 - Championnat du Nord de l'USFSA (1898-1914) (3) - Champion : 1911, 1913, 1914 Compétitions internationales - Challenge international du Nord - Finaliste : 1907 |

### Bilan sportif et records
Le tableau ci-dessous présente le bilan de l'Olympique lillois et de l'Olympique Iris Club lillois dans les principales compétitions régionales (Championnat du Nord USFSA, Division d'Honneur du Nord) et nationales (Trophée de France, Championnat de France USFSA, Coupe de France, Championnat de France professionnel).
Au niveau professionnel, l'Olympique lillois a disputé sept éditions de la Division 1 et y a joué 194 rencontres. L'OICL participe quant à lui à deux championnats de guerre, qui n'entrent pas dans les statistiques officielles de la LFP.
Toujours dans le cadre de la première division professionnelle, les adversaires qui ont rencontré le plus souvent l'OL sont l'Excelsior Athlétic Club de Roubaix, le FC Sète, le Racing Club de Paris et l'Olympique de Marseille (14 rencontres chacun). Parmi ces équipes, l'OL réalise son meilleur bilan contre l'Excelsior (8 victoires, 3 nuls, 3 défaites) et son pire contre l'OM (5 victoires, 1 nul, 8 défaites).
L'Olympique lillois possède par ailleurs jusque 2018-2019 le record du meilleur départ en championnat. En effet, en 1936, le club enchaîne huit victoires de la première à la huitième journée avant de s'incliner sur le terrain du FC Sète. Ce record dure 82 ans et est battu par le Paris-Saint-Germain avec neuf victoires de rang.
En coupe de France, l'Olympique lillois participe à 22 éditions de la compétition et y dispute 85 rencontres. Le bilan est de 50 victoires, 13 matchs nuls, 22 défaites, 230 buts marqués et 97 buts encaissés.
Le plus large écart lors d'une victoire de l'Olympique lillois est de 10 buts. Cela est arrivé trois fois : 10-0 contre le SC Sélestat lors de la coupe de France 1929-1930, 10-0 contre le FC Antibes en Division 1 1934-1935 puis 11-1 contre l'ES Hayange en 32e de finale de la coupe de France 1934-1935. La plus large défaite enregistrée est un 7-0 infligé par Marseille lors du tout premier championnat de France professionnel en 1932-1933, que l'OL remporte malgré ce cinglant revers. Les raisons invoquées pour cette large défaite sont l'expulsion de quatre joueurs en seconde période (le Marseillais Rabih et le Lillois Lutterlock renvoyés au vestiaire pour en être venus aux mains puis le Nordiste Barrett et le Phocéen Trees pour les mêmes raisons dix minutes plus tard) et le refus de l'OL de jouer le match après être réduit à neuf,. Les rencontres les plus prolifiques de l'OL ont vu douze buts : la victoire 11-1 contre Hayange mais aussi un succès des Lillois 10-2 contre le FC dieppois lors de la coupe de France 1927-1928.

## Organisation

### Présidents
| Rang | Nom               | Période   |
| ---- | ----------------- | --------- |
| 1    | André Nicodème    | 1902-1907 |
| 2    | André Billy       | 1907-1911 |
| 3    | Dr Eugène Hennart | NC        |
| 4    | Henri Jooris      | 1919-1932 |
| 5    | Gabriel Caullet   | 1932-1940 |
| 6    | Henri Kretzschmar | 1940-1941 |
| 7    | Pierre Delfortie  | 1941 - ?  |
| 8    | Francis Bonduel   | ? - 1944  |

Le premier président de l'Olympique lillois est André Nicodème, ancien président de l'Iris Club lillois. Il remet sa démission en 1907 et cède sa place au secrétaire général en poste, André Billy. Enrichi grâce à son activité dans le courtage en grains, il a pratiqué le football et la course à pied au sein de l'Iris-Stade lillois puis est devenu vice-président de l'USFSA jusqu'en mai 1909. Au sein de l'USFSA, il est un fervent défenseur de l'amateurisme. Surnommé « l'Empereur » pour son autorité, il démissionne à son tour de l'OL en 1911 puis fonde l'année suivante avec quelques soutiens le Club lillois,, par la suite vite absorbé par l'OL. Pendant sa courte existence, le Club lillois a disputé quelques rencontres amicales contre le RC France et le SC Fives en décembre 1912, mais également contre l'Olympique lillois, ce qui fut l'occasion pour la presse de parler de « derby lillois »,. André Billy décède en 1913 après avoir lutté contre la tuberculose.
Après le départ de Billy, la presse locale évoque la présidence du docteur Eugène Hennart mais les dates exactes de son mandat restent inconnues. En 1912, La Vie Sportive du Nord et du Pas-de-Calais parle de « la nomination du Dr Hennart à la présidence ». En 1914, les journalistes attestent de sa présence lors du déplacement de l'OL à Rouen pour le compte du championnat de France USFSA 1914. La même année, un journal publie un échange entre un certain Charles Wattinne et Eugène Hennart, le premier désignant le second comme « M. Le Président de l'O. L. ». De plus, un document de l'OL datant de 1927 place Hennart dans la liste des anciens présidents entre Billy et Jooris.

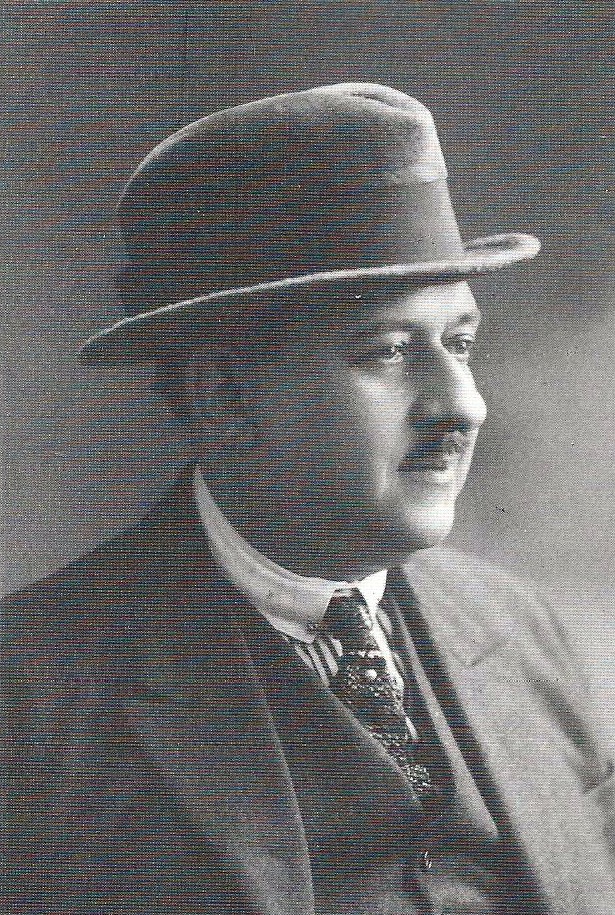
Henri Jooris, président de l'OL entre 1919 et 1932, est reconnu comme un personnage emblématique du football nordiste.

Auparavant secrétaire général du club depuis 1911, Henri Jooris en devient le président en 1919,,. C'est sous sa présidence que l'OL connaît ses plus belles heures dans la DH Nord, remportant alors quatre titres régionaux (1921, 1922, 1929 et 1931). Il assiste en tant que président d'honneur du club au sacre national en 1933. Ce notable a développé la Boulangerie l'Indépendante qui devient la première boulangerie industrielle du nord de la France après la Première Guerre mondiale. Jooris possède également la brasserie Excelsior. Il gère également plusieurs tavernes et hôtels et s'est engagé politiquement en soutenant les Jeunesses patriotes.
Dans le monde du sport, Henri Jooris a cumulé plusieurs postes en même temps que celui de président de l'OL. Président fondateur de la Ligue du Nord en 1919, il y reste jusqu'en 1924 et sa suspension due à l'amateurisme marron pratiqué par son club. Il revient au Conseil de la Ligue en 1926 puis retrouve la présidence en 1929. Il devient par ailleurs vice-président de la FFFA. Il a également été président d'honneur de la section cycliste de l'OL, des Ligues du Nord de basket-ball, de hockey et d'athlétisme ; la presse dit de lui qu'il est l'homme « qui ne sait pas exactement de combien de sociétés sportives ou autres il est le Président ». Usé par ses différentes activités, il se retire à Cannes en 1939. Il y décède l'année suivante. Finalement, Jooris est considéré comme une figure emblématique du football nordiste de par les différents postes qu'il a occupés,.
Après la démission de Jooris en 1932, le banquier Gabriel Caullet prend la présidence du club même si Jooris conserve une grande influence sur le club et les décisions à prendre en tant que président d'honneur. C'est sous son mandat que l'OL va accepter le professionnalisme puis remporter le premier championnat de France professionnel. Avant de prendre la présidence, Caullet était président du Club athlétique lillois depuis plusieurs années. Il décède sur le champ de bataille en 1940.
Henri Kretzschmar devient le nouveau président de l'OL. Joueur de basket-ball, ses compétences l'ont amené à être vice-président de la Fédération française de basket-ball et sélectionneur de l'équipe de France. Par amitié avec Jooris, il rentre dans le comité directeur de l'OL avant d'en être le président en 1940. Au sein de l'OICL puis du LOSC, Kretzschmar est nommé vice-président,, un poste qu'il occupe jusqu'à son décès en 1956. En dehors du sport, il connaît une certaine réussite dans le commerce de la fourrure.
Le premier président de l'OIC Lille est le sénateur Pierre Delfortie. Francis Bonduel, administrateur de la brasserie du Pélican, le remplace jusqu'à la disparition de l'Olympique lillois en 1944, fusionné avec le SC Fives pour former le LOSC.

### Entraîneurs
| Rang | Nom                 | Période   |
| ---- | ------------------- | --------- |
| 1    | Charlie Williams    | NC        |
| 2    | Maurice Bunyan      | NC        |
| 3    | Charles Griffiths   | NC        |
| 4    | Nagy                | 1931-1932 |
| 5    | Robert De Veen      | 1932-1934 |
| 6    | Robert Fischer      | 1934-1935 |
| 7    | Ted Maghner         | 1935-1937 |
| 8    | Steirling           | 1937-1938 |
| 9    | Jenő Konrád         | 1938-1939 |
| 10   | Georges Winckelmans | 1941-1943 |
| 11   | Denglos             | 1943-1944 |

Les premiers entraîneurs de l'Olympique lillois sont des Anglais. En 1913, la presse sportive locale évoque la présence de Charlie Williams (déjà soupçonné d'amateurisme marron en 1911) et de Maurice Bunyan (« joueur que l'on applaudit avec le Racing-Club de Bruxelles et qui fut entraîneur de l'O. L. ») en tant qu'entraîneurs du club sans en donner les dates exactes. Les journaux parlent même d'un duo formé avec les deux Britanniques : « à Lille, May fut formé il y a quelques années par les entraîneurs anglais William et Bunyan ». La présence de Charles Griffiths remonte quant à elle aux années 1920 : il passe par le club après le titre de DH Nord en 1921 et lors de la saison 1926-1927.
Il n'y a plus la trace d'un entraîneur appointé à l'OL jusqu'à l'année 1931 et le Hongrois Nagy,, dernier entraîneur du club sous la période amateur.
Ancien entraîneur du Racing de Tournai, le Belge Robert De Veen dirige l'équipe lilloise de 1932 à 1934. Il l'amène au sommet du football professionnel en remportant le championnat de France en 1933 puis en finissant à la 4e place l'année suivante. Il est remplacé par Robert Fisher, dit Bob Fisher, qui ne reste qu'une saison sans parvenir à égaler les performances de son prédécesseur. Suivent l'Anglais Ted Maghner, réputé pour sa rigueur, Steirling puis le Hongrois Jenő Konrád, champion d'Autriche avec l'Austria Vienne en tant que joueur puis entraîneur. Malgré des difficultés pour trouver un onze titulaire efficace, c'est sous son coaching que l'OL atteint la finale de la coupe de France pour l'unique fois de son histoire.
Les deux entraîneurs de l'OICL ont été Georges Winckelmans, champion de France avec l'OL en 1933 et buteur décisif lors de la finale de ce championnat, puis le Français Denglos lors de la saison 1943-1944.

### Joueurs emblématiques
| Joueur             | Sélections | Période   | Sél. (total) |
| ------------------ | ---------- | --------- | ------------ |
| Louis Schubart     | 3          | 1906-1908 | 3            |
| Zacharie Baton     | 4          | 1906-1908 | 4            |
| Ursule Wibaut      | 1          | 1908      | 1            |
| Paul Voyeux        | 1          | 1913      | 1            |
| Jean Degouve       | 2          | 1913-1914 | 2            |
| Albert Eloy        | 2          | 1913-1914 | 2            |
| Paul Chandelier    | 3          | 1913-1914 | 3            |
| Charles Montagne   | 3          | 1913-1920 | 3            |
| Jean Ducret        | 4          | 1914      | 20           |
| Maurice Gravelines | 2          | 1920-1922 | 2            |
| Albert Courquin    | 1          | 1922      | 1            |
| André Ryssen       | 1          | 1922      | 1            |
| André Cheuva       | 4          | 1929-1930 | 7            |
| Jacques Delannoy   | 1          | 1932      | 1            |
| Robert Défossé     | 9          | 1933-1936 | 9            |
| Jules Vandooren    | 20         | 1933-1940 | 22           |
| Georges Beaucourt  | 1          | 1936      | 1            |
| Jules Bigot        | 4          | 1936-1939 | 6            |
| Julien Darui       | 3          | 1939      | 25           |
| Total              | 69         | 1906-1940 | 114          |

De par leurs performances, plusieurs grands joueurs formés par le club ou recrutés ont marqué l'histoire de l'Olympique lillois. Ces joueurs ont souvent été convoqués pour former la sélection du Comité du Nord USFSA (rencontres Paris-Nord) puis celle de la Ligue du Nord (les Lions des Flandres) pour affronter des sélections des autres régions ou des équipes nationales.
Jules Vandooren commence sa carrière sportive dans l'athlétisme mais son père le convertit au football. Formé à l'AS Choisy-le-Roi, il est recruté par Henri Jooris en 1927. Vandooren remporte la DH Nord en 1929 et 1931, remporte le championnat professionnel en 1933 et atteint la finale de la coupe de France 1939, son dernier match avec les Olympiens. Vandooreen est également le joueur de l'Olympique lillois qui a joué le plus de rencontres avec l'équipe de France (20),.
L'avant-centre Jules Bigot évolue au club entre 1933 et 1939 sans parvenir à remporter un titre (il en remportera trois avec le LOSC dans les années 1940 : un championnat et deux coupes de France). Le jeune Bigot (18 ans lors de ses premiers matchs avec l'OL en 1933) s'impose très vite comme un titulaire à part entière des Dogues, au point d'être appelé quatre fois en équipe de France en 1936 malgré la concurrence de l'époque.
Albert Eloy est l'un des premiers footballeurs à réaliser une carrière notable avec l'OL. Disputant le match amical contre Tunbridge Wells en 1910 et un autre en 1913 contre La Gantoise, il remporte à trois reprises le championnat USFSA du Nord ainsi que le Championnat de France USFSA 1914 et le trophée de France 1914.
En plus d'Eloy, l'effectif vainqueur de ces deux titres comptait dans ses rangs le Belge Alphonse Six et le Français Jean Ducret. Champion de Belgique en 1911 avec le CS Brugeois, Six est également le meilleur buteur du championnat cette année-là avec 38 buts. Ses performances avec le Cercle et l'OL l'amènent à disputer des rencontres avec les Diables Rouges. Le transfert du milieu de terrain Ducret en 1914, alors joueur de l'Étoile des Deux Lacs (club parisien affilié à la FGSPF), soulève une vive émotion et une indignation dans le monde du football.
Aussi vainqueur des deux titres de 1914, Maurice Gravelines a côtoyé dans les années 1920 plusieurs joueurs notables comme le Britannique Buzza. L'Anglais George Berry, double vainqueur de la DH Nord et le Lion des Flandres Louis Vandeputte étaient également des éléments-clés de l'OL pendant cette période.
Parmi les vainqueurs du championnat de France professionnel en 1933, étaient présents le gardien Robert Défossé, le Britannique William Barrett et Georges Winckelmans. Si ce dernier a marqué le but du titre en finale et a passé une dizaine de saisons avec l'OL, il est resté néanmoins peu apprécié des supporters. Défossé n'a pas connu ce problème de popularité et a été convoqué plusieurs fois pour être le gardien des Lions des Flandres. Succédant à Louis Vandeputte dans les cages de l'OL, il est le titulaire indiscutable avant l'arrivée de Julien Darui en 1937. Arrivé de l'AS Cannes en 1930, William Barrett se caractérise par son style de jeu : pesant sur les défenses adverses à la limite de la faute mais inscrivant beaucoup de buts. Il quitte le club l'été qui suit le titre de 1933, après avoir été un grand artisan de ce succès.

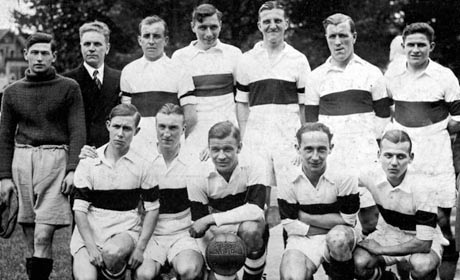
Les onze joueurs de l'Olympique lillois vainqueurs de l'AS Cannes et devenus les premiers champions de France professionnels de l'histoire en 1933.
En haut et de gauche à droite : Défossé, Hochart (dirigeant), Meuris, Vandooren, Beaucourt (capitaine), McGowan, Théry. En bas et de gauche à droite : Decottignies, Lutterloch, Barrett, Varga, Winckelmans.

Les saisons suivantes, l'OL ne parvient pas à redevenir champion, même si plusieurs joueurs viennent garnir l'effectif de façon notable. Repéré par Gabriel Caullet dans le club hongrois Attila FC de Miskolc, André Simonyi marque 37 buts en deux saisons (1933-1935) avec le club grâce à sa qualité de frappe. Il devient par la suite champion de France et vainqueur de la coupe de France avec le Red Star. Istvan Lukacs, même s'il n'était pas aussi performant que lors de son passage au FC Sète où il avait réalisé le doublé coupe-championnat, est un des favoris du public lillois entre 1934 et 1936. Jean Snella passe également dans le club dans les années 1930 en tant que demi-aile. Reconverti entraîneur, il glanera trois titres de champion de France puis deux championnats de Suisse et deviendra sélectionneur des Bleus.
Dans sa courte existence, l'OICL a été le club de futurs joueurs champions de France avec le LOSC comme Jean Baratte (auteur de 170 réalisations sous le maillot lillois), Jean Lechantre ou Jean-Jacques Kretzschmar, qui n'est autre que le fils du président Henri Kretzschmar. André Cheuva est également passé par l'OIC Lille et remporte plus tard plusieurs championnats avec le LOSC en tant qu'entraîneur.
Par ailleurs, des joueurs de l'OL ont eu l'honneur d'être appelé en équipe de France. Les Olympiens ont cumulé 70 sélections de 1906 à 1940. Parmi eux, plusieurs Lillois ont fait partie de l'équipe de France qui a disputé la Coupe du monde de 1934 (Georges Beaucourt, Robert Défossé, Jules Vandooren) et celle de 1938 (Julien Darui, de nouveau Jules Vandooren). Aucun Dogue n'a foulé la pelouse pendant ces deux compétitions. Cependant, Louis Schubart et Ursule Wibaut ont disputé une rencontre du tournoi de football aux Jeux olympiques d'été de 1908 ; la demi-finale de la compétition perdue face au Danemark 17-1.

### Infrastructures
| \| Stade Henri-Jooris Café Bellevue \| Emplacement du stade Henri-Jooris et du Café Bellevue (siège social du club) dans la ville de Lille. |
| Stade Henri-Jooris Café Bellevue |

De sa création jusqu'en 1908, l'Olympique lillois jouait ses rencontres à domicile sur un terrain de Saint-André. Le club a ensuite évolué sur le terrain de l'avenue de Dunkerque, qui s'appelle par la suite stade Victor-Boucquey (du nom d'un dirigeant de l'OL) puis stade Henri-Jooris (du nom du président de l'OL) à partir d'août 1943. Inauguré le 19 octobre 1902, ce stade est la propriété de l'Iris Club lillois jusqu'à son absorption par l'OL.
Dans les années 1910, Henri Jooris finance en partie la rénovation du stade et le fait desservir par le tramway. La presse évoque en 1913 le terrain « agrandi et réfectionné de l'Olympique lillois ». Jooris n'hésite pas à recouvrir les tribunes du stade avec des publicités pour sa brasserie Excelsior. En 1929, la mairie de Lille refuse une subvention pour financer une nouvelle rénovation du stade. Le stade est finalement modernisé après le titre de champion de France professionnel en 1933, et contient après ces travaux 2 500 places assises.
L'enceinte a accueilli à plusieurs reprises des rencontres opposant l'OL ou une sélection des meilleurs joueurs de la Ligue du Nord à de prestigieux clubs européens, dont les multiples champions d'Angleterre Sheffield Wednesday et Sunderland, ou des sélections nationales (Allemagne, Belgique, Pologne). Le stade est également l'hôte d'un quart de finale de la coupe du monde de football de 1938 le 12 juin : devant 15 000 personnes, l'équipe de Hongrie bat deux buts à zéro la Suisse.
À partir de 1944, le LOSC devient résident du stade Henri-Jooris, d'abord en alternance avec le stade Jules-Lemaire (ancienne enceinte du SC Fives), puis en s'y installant définitivement en 1949,. En février 1946, la tribune « première » du stade Henri-Jooris s'effondre lors du derby contre le RC Lens ; le poids des spectateurs sans billets qui ont grimpé sur le toit de la tribune en est la cause. À la suite de cet accident, les travaux de reconstruction de l'enceinte prennent une saison. Vétuste, le stade Henri-Jooris est finalement démoli en 1975 pour permettre l'élargissement du canal de la Deûle.
Le seul siège social connu de l'Olympique lillois est le Café Bellevue, situé entre la Grand'Place de Lille,, et la rue Jean-Roisin. Le Café Bellevue était sous le contrôle de Jooris. En mai 2023, pour célébrer les 90 ans du premier titre de champion de France professionnel, une plaque commémorative est posée dans le hall de l'établissement dont l'adresse est au 5 rue Jean-Roisin,.

## Soutien et image

### Identité du club
Les couleurs utilisées par l'OL sont le rouge et le blanc. Bien qu'il s'agisse des couleurs historique de la ville de Lille, le choix viendrait également d'Henri Jooris, celui-ci voulant utiliser les mêmes couleurs que celle de sa grande brasserie Excelsior,. 
Le fait que le bandeau rouge entoure complètement le joueur (passant du torse aux manches et sur le dos) conduit parfois les journalistes à parler "des cerclés". Utilisée tantôt à domicile, tantôt à l’extérieur pour se différencier de l'adversaire, le maillot alternatif est complètement rouge.
Les Dogues est le surnom donné aux joueurs de l'OL. Il apparaît en 1920 dans Allez l'OL, bulletin produit par le club destiné aux supporters. L'origine du surnom reste floue mais selon certaines sources, le choix du dogue pourrait provenir d'un commentaire d'un journaliste qui soulignerait la hargne et l’engagement des joueurs sous le maillot lillois lors d'une rencontre,,. Selon Damien Boone, co-auteur du livre Lille, capitale du football français, le surnom a pour origine une peluche représentant un dogue aux couleurs du club qui aurait été considéré comme un porte-bonheur après une victoire dans une rencontre de Coupe de France. Plus tard, plusieurs documents de l'OL utilisent ce terme. Le terme Olympiens est également utilisé pour parler des joueurs lillois,,.

### Affluence et supporters
En son temps, l'Olympique lillois est un club à la popularité importante, considéré comme un club bourgeois en opposition aux prolétaires du SC Fives. Les affluences des matchs de la DH Nord oscillent entre 10 000 et 15 000 spectateurs et le club parvient à attirer entre 15 000 et 20 000 personnes lors des affiches contre des clubs ou des sélections étrangères. 6 000 spectateurs assistent au match opposant l'OL à l'Olympique de Marseille lors de la première journée du championnat professionnel 1932-1933 et 11 000 lors du match OL - US Tourcoing pour le compte de la coupe de France 1933-1934.
En 1921, l'OL compte plus de 2 000 membres adhérents, leurs cotisations constituant cette année-là le tiers du budget du club. Les supporters n'hésitent pas à faire le voyage pour soutenir le club, notamment vers la région parisienne en trains spéciaux. Environ 1 000 supporters font le déplacement lors du Lille - Cette en finale du championnat de France USFSA et entre 600 et 900, venus grâce à huit trains spéciaux,, pour la finale du championnat de France professionnel contre l'AS Cannes. On compte 10 000 supporters lillois lors de la finale de la coupe de France en 1939, perdue contre le Racing Club de Paris.
Les clubs de supporters se réunissent souvent dans les cafés et bars, comme le souhaitait Henri Jooris. Le plus ancien d'entre eux est Les Amis de l'OL ; il a été créé en 1912, toujours sur initiative de Jooris. Les trois principaux clubs de supporters, tous créés avant la Première Guerre mondiale, encore actifs en 1939 sont Hardi l'OL, Allez l'OL et l'OL 1914.

### Rivalités

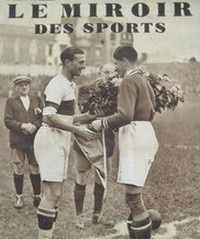
Une du magazine Le Miroir des Sports montrant le derby SC Fives - OL du 5 novembre 1933.

L'Olympique lillois nourrit une rivalité locale importante avec l'autre club de Lille, le Sporting Club fivois. Les oppositions entre les Olympiens et les Fivois sont appelées par la presse de l'époque le derby lillois,,. Le SCF est vu alors comme le club de la classe ouvrière résidant dans le quartier de Fives, tandis que l'OL est celui des classes plus aisées voire bourgeoises. En championnat de France professionnel, le bilan final des confrontations est à l'avantage du club de Fives (six victoires contre quatre pour l'OL et deux matchs nuls,) même si l'OL possède un meilleur palmarès (trois titres nationaux pour les Dogues contre aucun pour les Fivois,). Les deux clubs se sont rencontrés une seule fois en coupe de France ; lors de la saison 1937-1938, le SCF élimine l'OL après deux matchs nuls (2-2 puis 0-0) et une victoire en match d'appui (2-0). En 1944, l'OL et le SCF décident de mettre de côté leur rivalité pour fusionner et former le LOSC.
Les rencontres avec le RC Roubaix, l'Excelsior AC Roubaix et l'US Tourcoing sont également l’occasion pour la presse de parler de derbies. Les matchs de football avec ces trois clubs ont pour fond la suprématie industrielle qui se joue entre les villes de Lille, Roubaix et Tourcoing. Au sein de la DH Nord, la rivalité se développe fortement à partir de 1911 à la suite du « travail de publicité et de propagande » d'Henri Jooris pour attirer le public. La popularité des derbies est renforcée par les différentes victoires des Lions des Flandres, sélection des meilleurs joueurs des clubs lillois, roubaisiens et tourquennois. Dans le championnat de France professionnel, l'OL possède un bilan positif face à l'Excelsior de Roubaix (8 victoires, 3 nuls et 3 défaites) et un bilan équilibré face au RC Roubaix (2 matchs gagnés, 2 matchs nuls et 2 matchs perdus). Après la Seconde Guerre mondiale, les oppositions entre l'OL et les différents clubs roubaisiens et tourquennois cèdent leur place au « grand derby » entre le LOSC et le CO Roubaix-Tourcoing, avec toujours en arrière-plan la suprématie industrielle entre les trois villes.
Enfin, les rencontres avec le RC Lens (ou RCL) sont appréhendées par les supporters de l'OL dès le début des années 1930, même si cette rivalité ne s'accentue que juste avant la Seconde Guerre mondiale, à la suite de la montée du RCL en première division professionnelle en 1937. Sur les quatre matchs entre l'OL et le RCL qui se sont joués au sein du championnat professionnel, chaque club a remporté les deux matchs où il a évolué à domicile. Après la guerre, la rivalité entre le RCL et le LOSC est grandissante et devient l'opportunité de revendiquer une suprématie régionale.